# (29677) 1998 XL17
1998 أكس أل 17 (ويعرف أيضًا باسم (29677) 1998 أكس أل 17 وفق تسمية الكوكب الصغير) (بالإنجليزية: 1998 XL17)‏ هو كويكب ضمن حزام الكويكبات؛ وترتيبه 29677 من حيث الاكتشاف.
اكتُشف هذا الجُرم الفلكي بواسطة Pierre Antonini ‏ في 15 ديسمبر 1998.

## وصلات خارجية
- (29677) 1998 XL17 في قاعدة بيانات مختبر الدفع النفاث لأجرام النظام الشمسي الصغيرة

- الاكتشاف · مخطط المدار ·  العناصر المدارية · المعلمات المادية

- (29677) 1998 XL17 على موقع ويكي سكاي: DSS2, SDSS, GALEX, IRAS, Hydrogen α, X-Ray, Astrophoto, Sky Map, Articles and images